# Edith Dimock
Edith Dimock (16 février 1876-28 octobre 1955) est une peintre américaine. Son travail est exposé à l'Armory Show de 1913 à New York. Elle épouse un autre artiste, William James Glackens, mais continue à utiliser son nom de jeune fille professionnellement après le mariage.

## Vie privée
Dimock est née en 1876 à Hartford, Connecticut. Elle reçoit le surnom de « Teed » et est la fille d'Ira Dimock, un marchand de soie basé dans le Connecticut, en étant la sœur aînée de Stanley, Harold Edwin et Florence Irene Dimock (1889-1962),. Elle développe un intérêt pour l'art dès son enfance et commence ses études artistiques à New York dans la vingtaine, contre la volonté de ses parents. Le 16 février 1904, elle épouse le peintre William James Glackens dans le manoir familial de Vanderbilt Hill construit à l'origine pour Cornelius Vanderbilt.

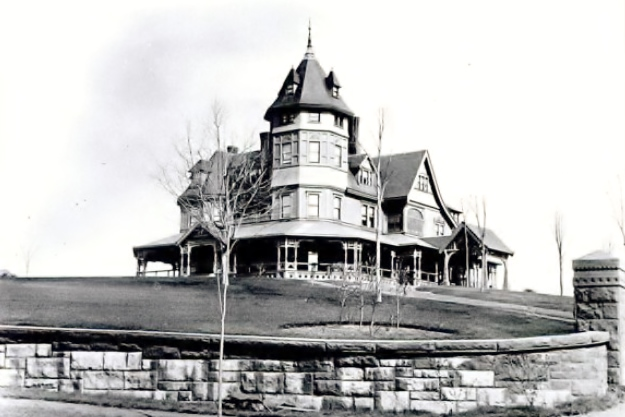
Maison d'Ira Dimock sur Vanderbilt Hill, Hartford, Connecticut, où Edith Dimock a grandi et s'est mariée (construite en 1879, rasée en 1920)
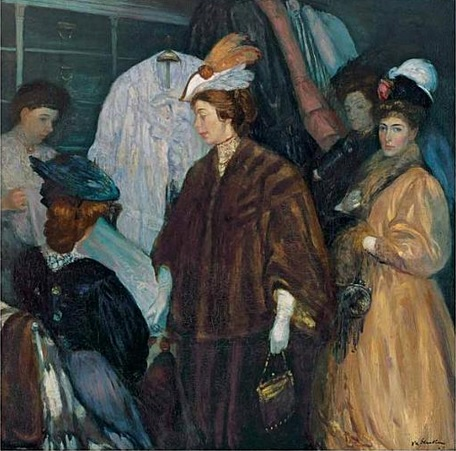
William Glackens,Les acheteurs(1907-1908 ; Chrysler Museum of Art, Norfolk, Virginie). La figure centrale est Edith Dimock.

En guise de cadeau de mariage, Robert Henri peint des portraits des mariés. Le portrait d'Edith est commencé en 1902. Elle y est décrite comme "toujours une mondaine sage de Hartford" par l'auteur Bennard Perlman. En attendant de trouver un logement plus grand, ils vivent d'abord dans un appartement d'une pièce dans le Sherman Building à New York. Ils vivaient alors au 3 Washington Square North. Après le mariage, « elle a consacré son temps et son énergie à sa famille ». Leur fils Ira, né en 1907, est un écrivain qui a écrit deux livres sur son père. En 1913, elle donne naissance à leur fille, Lenna, artiste. Lenna et Edith sont les modèles privilégiés de William Glackens. De 1911 à 1917, Dimock et sa famille passent les étés à Belport sur Long Island, où son mari, William Glackens, peint des scènes de plage,. Les artistes et amis proches May Preston et James Moore Preston y passent souvent leurs étés et voyagent avec les Glacken en Europe.
Dimock est secrétaire honoraire de l'Union nationale des sociétés de droit de vote des femmes en 1911 et 1915. En 1913, elle participe au grand défilé du suffrage à New York, aux côtés d'un groupe d'autres artistes.
Son mari est décédé en 1938. Dimock est décédée le 28 octobre 1955 à son domicile de Hartford.

## Carrière
Elle étudie à la Art Students League entre 1895 et 1899, avec William Merritt Chase.
Elle étudie ensuite avec Chase à la New York School of Art. Elle partage un atelier dans le bâtiment Sherwood, un bâtiment coopératif d'artistes sur la 57e rue à Manhattan avec May Preston et un autre artiste. Les trois femmes organisent des journées portes ouvertes hebdomadaires et sont connues sous le nom de « Sœurs de Sherwood ». Les femmes se  réunissent avec des artistes masculins de l'école Ashcan, dont William Glackens et James Moore Preston, au Mouquin's et au Café Francis,. Après son mariage en 1904, Dimock continue de signer ses œuvres sous son nom de jeune fille.
Elle illustre le livre pour enfants de neuf nouvelles de Grace Van Rensselaer Dwight, The yellow cat and her friends, publié en 1905 et Stories Grandmother Told de Kate Forrest Oswell, publié en 1912.
Ses œuvres sont exposées en 1908 avec sept autres peintres aux galeries Macbeth de l'école Ashcan. Dimock expose au New York Armory Show de 1913, où elle montre huit œuvres, Sweat Shop Girls in the Country, Mother and Daughter, et six peintures, toutes intitulées Group.

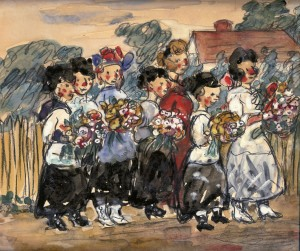
Filles de sweat shop à la campagne, c. 1913. Aquarelle, gouache et fusain sur papier
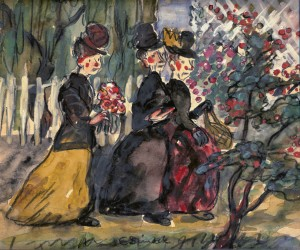
Trois femmes, c. 1913. Aquarelle, gouache et fusain sur papier
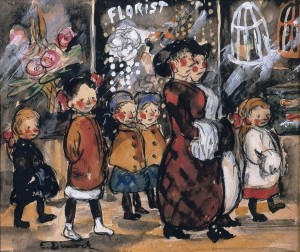
Fleuriste, c. 1913. Aquarelle, gouache et fusain sur papier
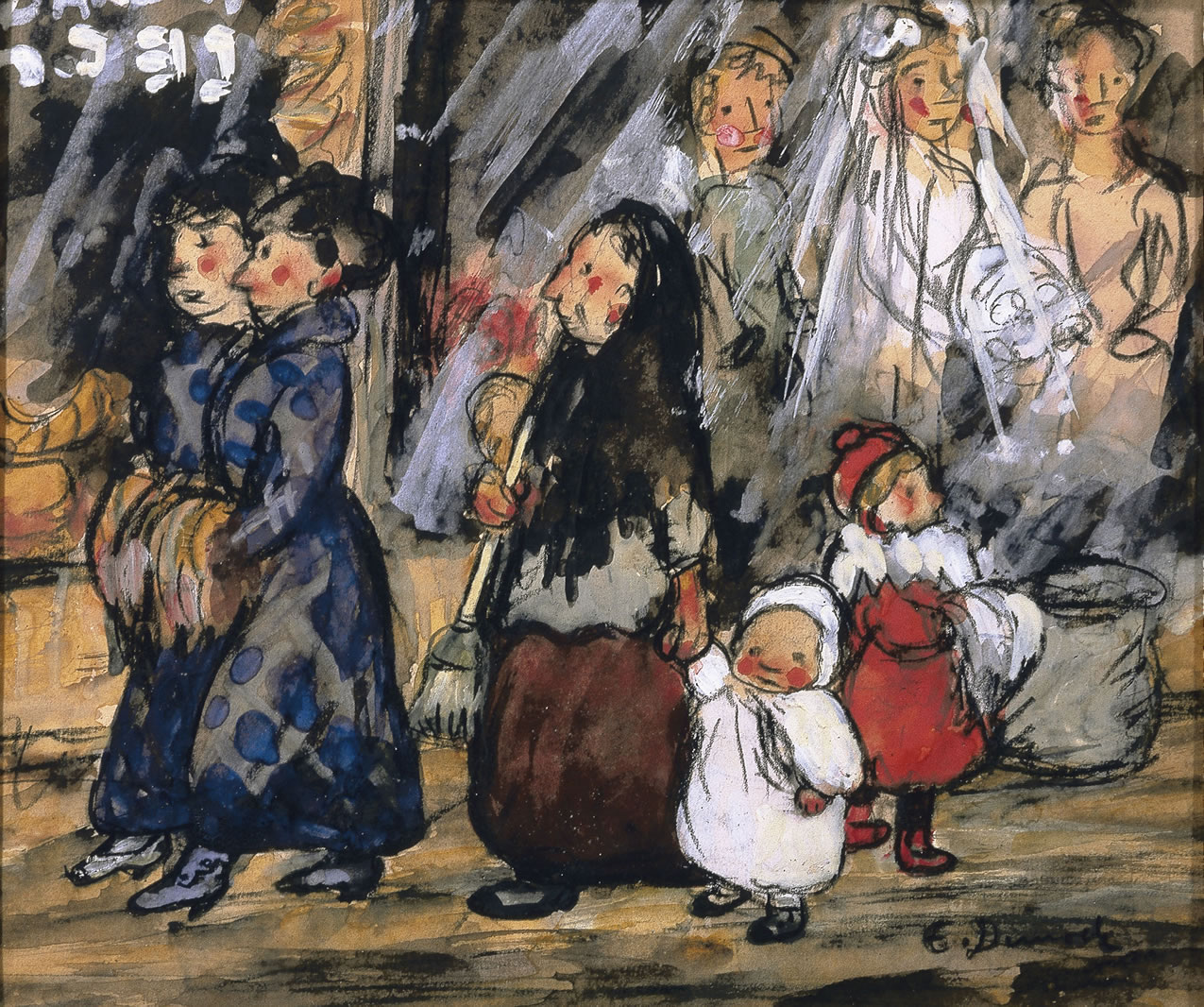
Boutique de mariage, c. 1913, aquarelle, gouache et fusain sur papier
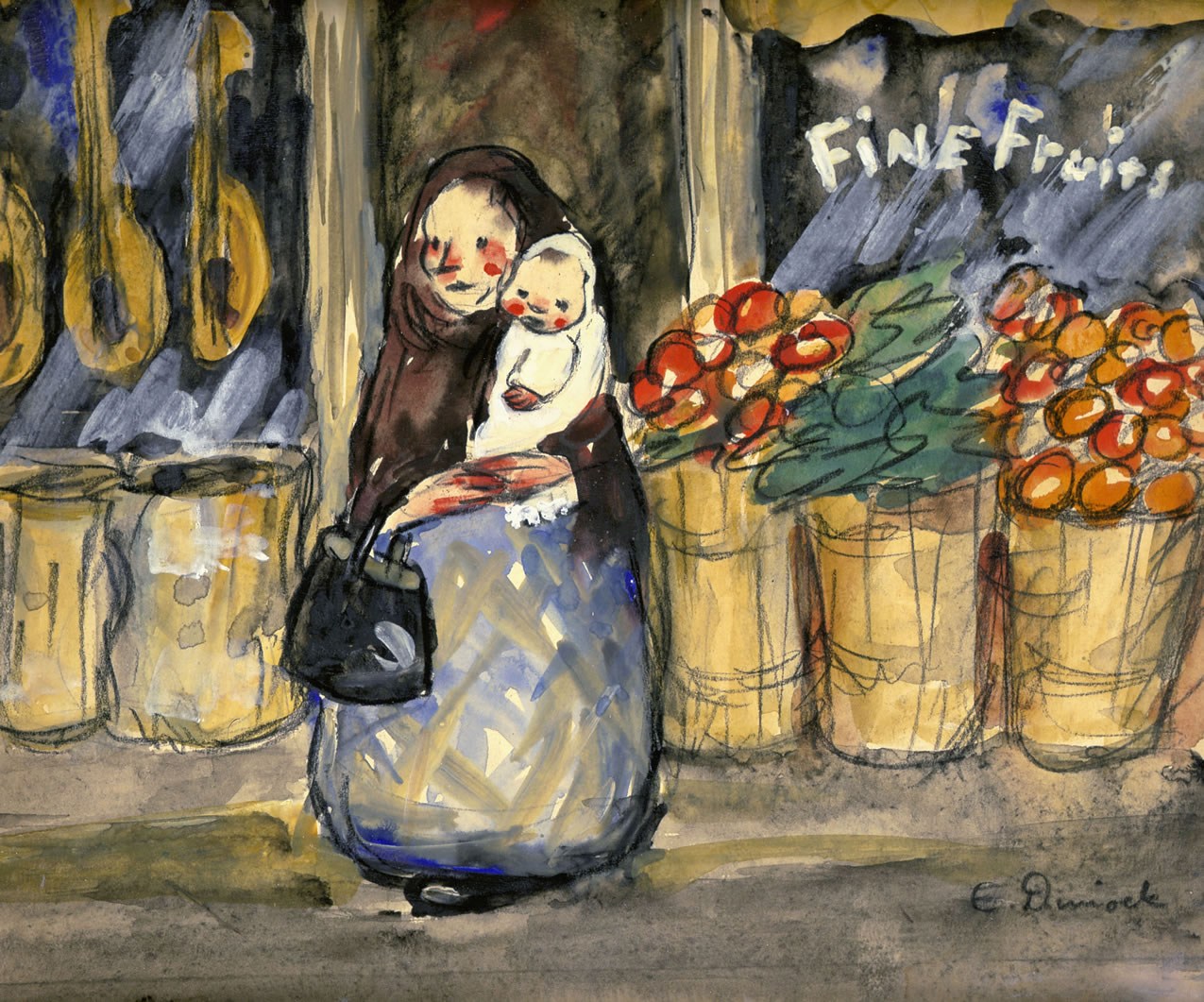
Beaux fruits, c. 1913, aquarelle, gouache et fusain sur papier
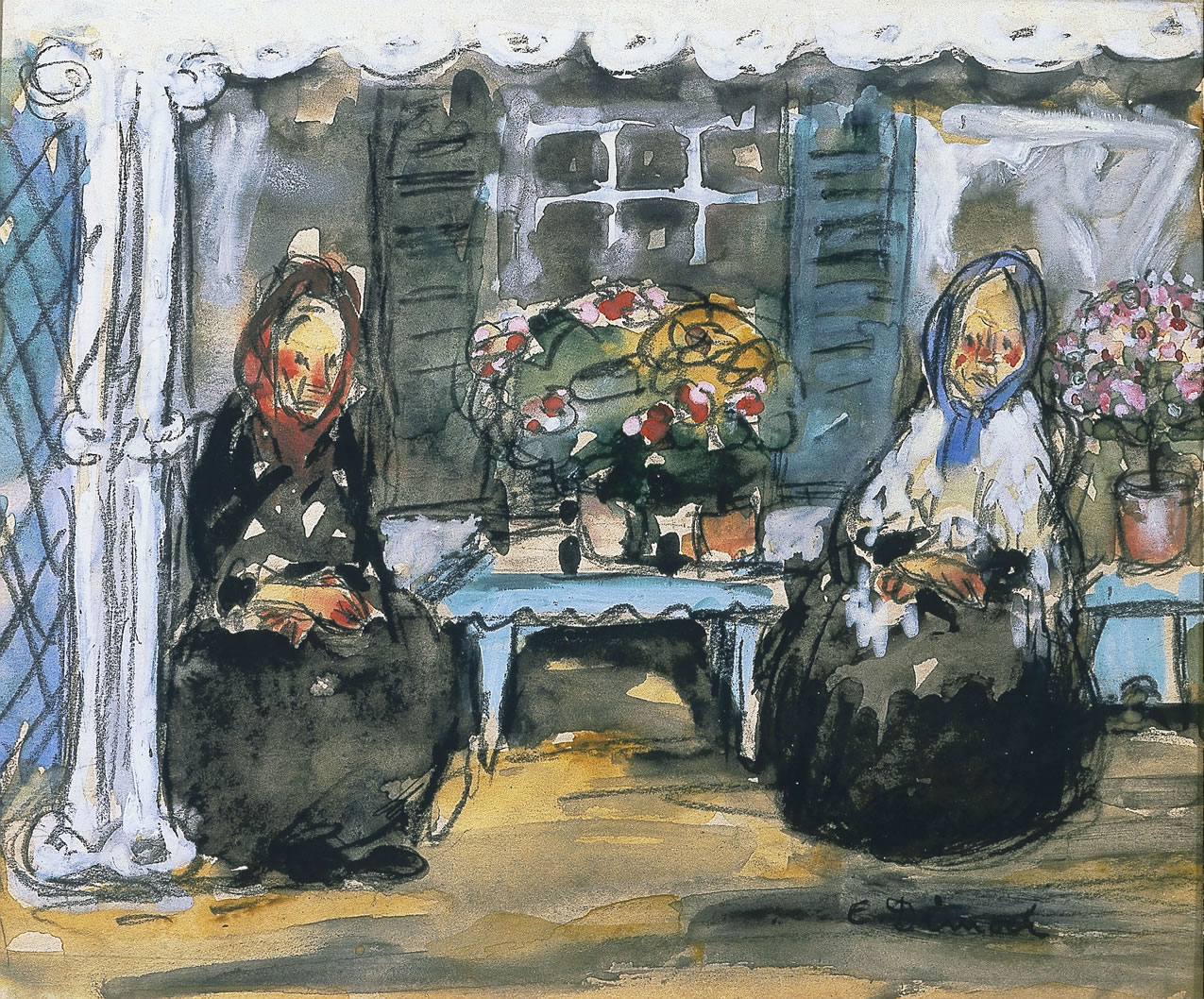
Mère et fille, c. 1913, aquarelle, gouache et fusain sur papier

En 1928, ses portraits contemporains à l'aquarelle sont présentés avec ceux de Beulah Stevenson (en) au Whitney Studio Club et font ensuite partie d'une exposition itinérante à l'Art Students League de New York, au Fogg Museum of Art, au Denver Art Museum, au Minneapolis Institute of Art, au California Palace of the Legion of Honor à San Francisco et du Arts and Crafts Club à la Nouvelle-Orléans. Le Whitney Studio Club, dirigé par des mécènes, organise une exposition personnelle du travail de Dimock.